# Frommer's
 (novembre 2023).
Frommer's est une collection de guides de voyage extrêmement populaire aux États-Unis. Elle a été fondée en 1957 avec la publication de l'ouvrage d'Arthur Frommer, Europe on $5 a Day.
Aujourd'hui, seuls les chiffres sur la couverture ont changé, le guide proposant plutôt de voyager pour $50 par jour (en 1999). La collection comprend désormais 350 titres répartis en 14 séries, ainsi qu'un site web, couvrant 3 000 destinations. Les guides sont diffusés dans 25 pays, mais uniquement traduits en portugais. 
Cette collection appartenait au groupe John Wiley & Sons avant son rachat par Google en 2012.